# Échouboulains
Échouboulains – miejscowość i gmina we Francji, w regionie Île-de-France, w departamencie Sekwana i Marna.
Według danych na rok 1990 gminę zamieszkiwały 503 osoby, a gęstość zaludnienia wynosiła 24 osób/km² (wśród 1287 gmin regionu Île-de-France Échouboulains plasuje się na 807. miejscu pod względem liczby ludności, natomiast pod względem powierzchni na miejscu 64.).